# Luka Pibernik
Luka Pibernik (ur. 23 października 1993) – słoweński kolarz szosowy.
Dwukrotny mistrz Słowenii w wyścigu ze startu wspólnego (2013, 2015). 

## Najważniejsze osiągnięcia
2012
- 3. miejsce w mistrzostwach Słowenii (start wspólny)
- 5. miejsce w mistrzostwach świata (do lat 23, start wspólny)

2013
- 1. miejsce w mistrzostwach Słowenii (start wspólny)
- 1. miejsce na 2. etapie Czech Cycling Tour

2015
- 1. miejsce w mistrzostwach Słowenii (start wspólny)

2016
- 1. miejsce na 6. etapie Eneco Tour